# Glenea bisbivittata
Glenea bisbivittata là một loài bọ cánh cứng trong họ Cerambycidae.